# Oberrüti
Oberrüti (toponimo tedesco; fino al 1803 Ruty) è un comune svizzero di 1 574 abitanti del Canton Argovia, nel distretto di Muri.

## Storia

### Simboli
Lo stemma in uso oggi compare per la prima volta nel 1612 su uno Standesscheibe (vetrata colorata che presenta lo stemma di un cantone della vecchia Confederazione Svizzera) della città di Zugo. In origine era lo stemma della nobile famiglia Rüti, originaria di Rohrbach nel Canton Berna, che però si estinse. Fu introdotto definitivamente nel 1933, sostituendo lo stemma utilizzato fino ad allora: un'ascia su fondo rosso.

## Monumenti e luoghi d'interesse

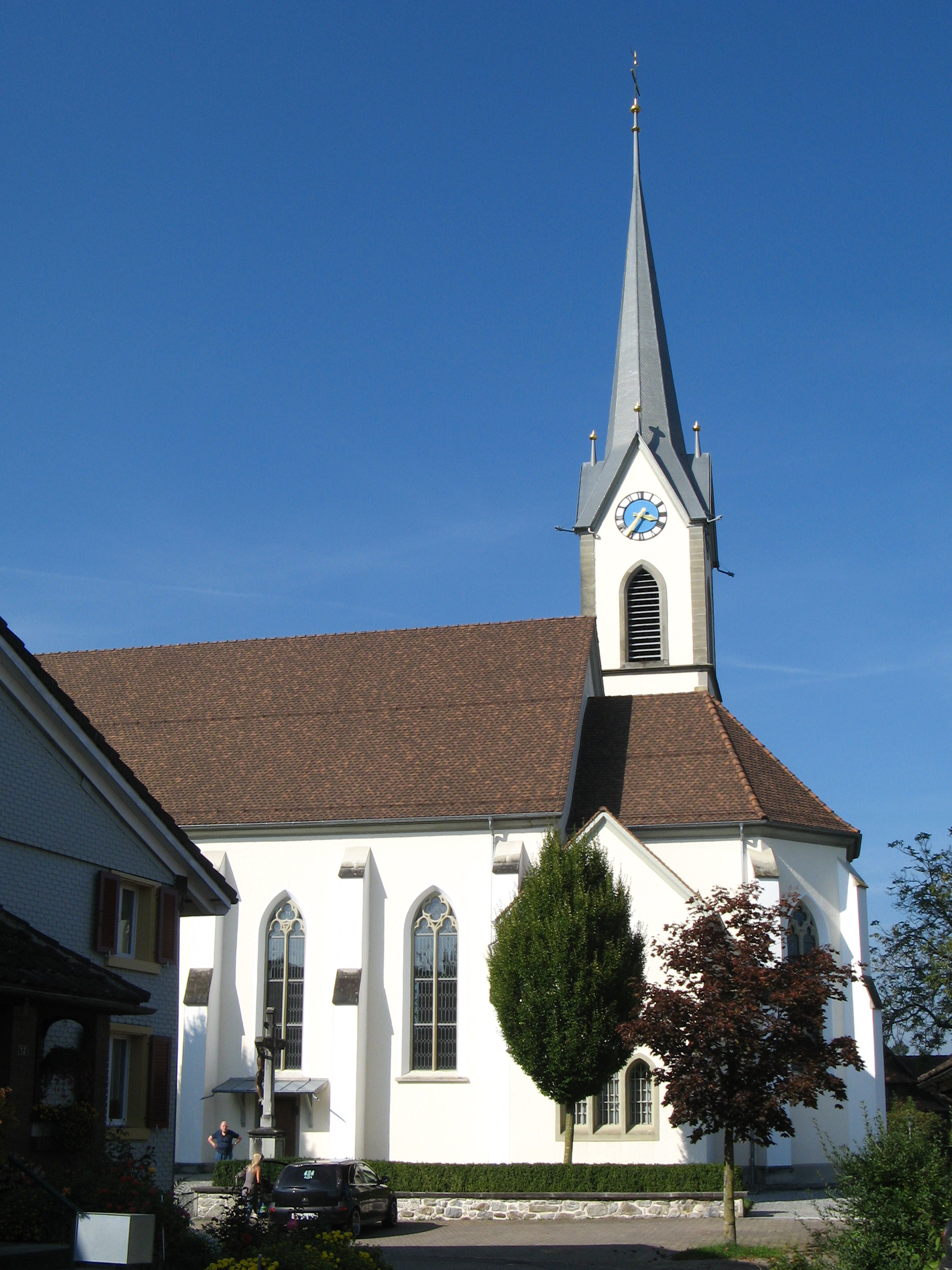
La chiesa cattolica di San Ruperto

- Chiesa cattolica di San Ruperto, attestata dal 1275[1].

## Società

### Evoluzione demografica
L'evoluzione demografica è riportata nella seguente tabella:
Abitanti censiti

## Infrastrutture e trasporti

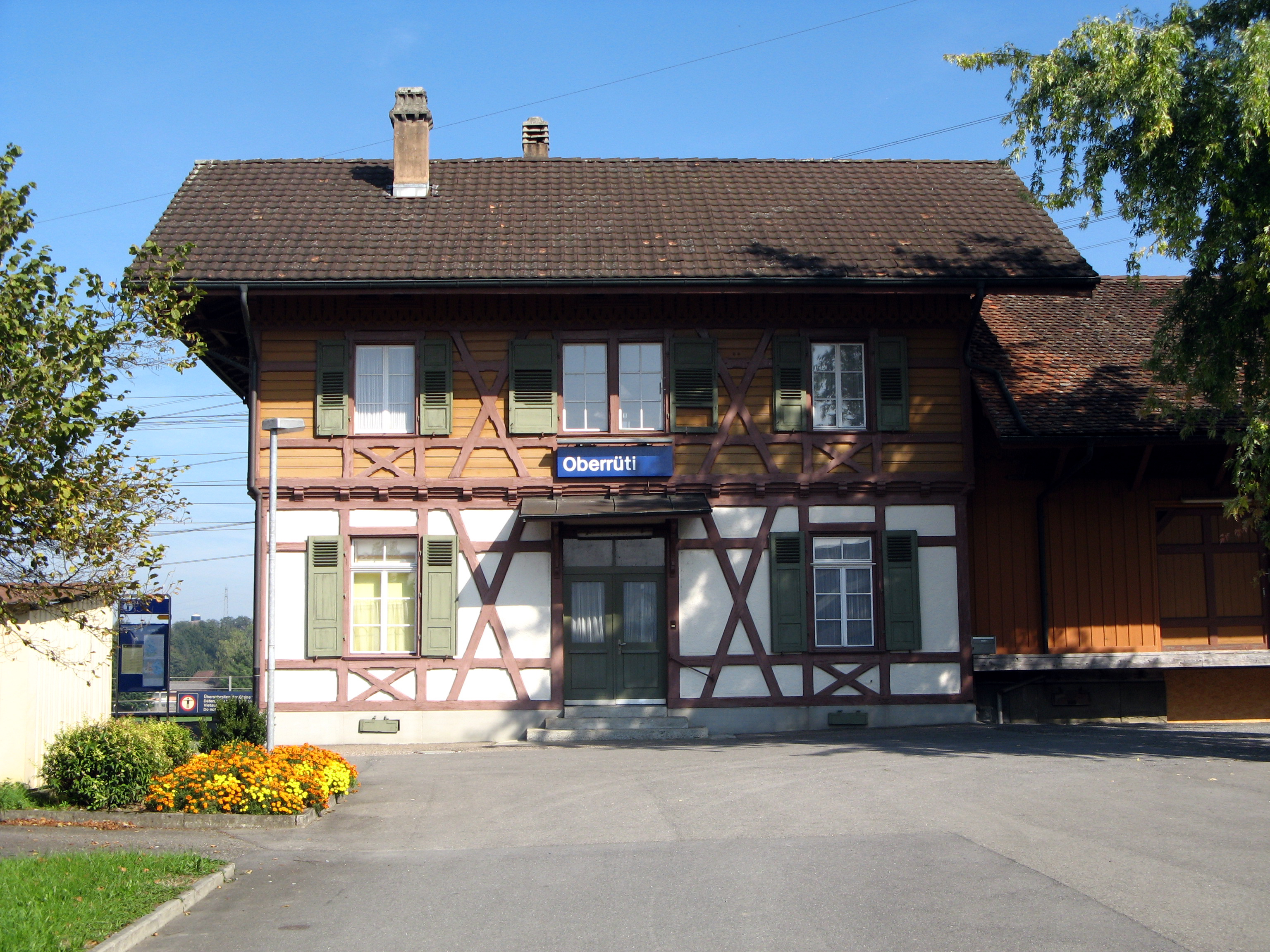
La stazione di Oberrüti

Oberrüti è servito dall'omonima stazione sulla ferrovia Brugg-Immensee (linea S26 della rete celere dell'Argovia).

## Amministrazione
Ogni famiglia originaria del luogo fa parte del cosiddetto comune patriziale e ha la responsabilità della manutenzione di ogni bene ricadente all'interno dei confini del comune.